# Kazimierz Dźwig
Kazimierz Dźwig (ur. 2 czerwca 1923 w Krakowie, zm. 14 kwietnia 1994 w Hampshire w Wielkiej Brytanii) – polski malarz emigracyjny. 

## Życiorys
Podczas okupacji hitlerowskiej został wcielony do Baudienstu, niemieckiej służby budowlanej, z której zbiegł. W 1944 dotarł do Włoch, w okolicach Padwy dołączył do oddziału partyzantów, a następnie do 2 Korpusu Polskiego. 
W 1945 został przyjęty do Szkoły Malarstwa utworzonej przez Mariana Bohusz-Szyszkę. Studiował rysunek w klasie Henryka Gotliba. Po ewakuacji polskich oddziałów do Wielkiej Brytanii kontynuował naukę w Sir John Cass School of Art, a następnie dzięki otrzymanemu stypendium w Camberwell School of Art. W 1948 Henryk Gotlib zaproponował Dźwigowi powrót do ojczyzny i objęcie stanowiska asystenta w Katedrze Malarstwa w krakowskiej Akademii Sztuk Pięknych, ale ten odmówił. W 1949 wszedł w skład Grupy 49, do której należeli polscy artyści związani z założonym w 1947 przez Mariana Bohusza-Szyszko Studium Malarstwa Sztalugowego. Razem z Grupą 49 swoje prace wystawiał w Kinsley Gallery, Grabowski Gallery, Drian Gallery w Anglii i w Haus der Begegnung w Niemczech. Od 1951 do 1988 pracował w wytwórni papierów wartościowych De la Rue jako grafik. W 1989 jego prace były pierwszy raz wystawione w Polsce, na wystawie "Polscy malarze w Wielkiej Brytanii", która odbywała się na zamku w Pułtusku. W roku 2004 wdowa po Kazimierzu Dźwigu Mary Dźwig przekazała w darze Archiwum Emigracji Biblioteki Uniwersytetu Mikołaja Kopernika w Toruniu pięćdziesiąt obrazów olejnych artysty, a także szkicowniki z projektami prac z lat 1978-1988, wycinki prasowe oraz foldery wystaw i podręczny księgozbiór. Obecnie w Polsce znajduje się ok. 100 prac Kazimierza Dźwiga, w Muzeum Narodowym w Warszawie, Muzeum Narodowym w Gdańsku i na Uniwersytecie Mikołaja Kopernika w Toruniu.